# Viggo Hauch
Viggo Rosenauer Hauch (født 14. maj 1905 i Kongens Lyngby, død 6. december 1988 i Ny Holte Sogn) var en dansk jurist, embedsmand og politiker, der var medlem af Folketinget for Venstre i flere perioder fra 1945 til 1971 og derefter amtsborgmester i Københavns Amt 1972-1974.
Viggo Hauch var søn af gårdejer og senere landbrugsskoleforstander Henrik Hauch. Han voksede op i Viborg, gik på Overlund Skole og tog realeksamen fra Viborg Katedralskole i 1921 og studentereksamen samme sted i 1924. Derefter blev han cand.jur. fra Københavns Universitet i 1932 og blev året efter ansat som sekretær i Landbrugsministeriet. Han rykkede dog hurtigt til Tønder for at være fungerende fuldmægtig ved Statens Jordlovsudvalgs kontor der fra 1935. Fra 1938 blev han fuldmægtig ved udvalgets kontor i København og avancerede i 1939 til ekspeditionssekretær. I 1946 blev han konstitueret som kontorchef for i 1948 at blive ansat som sådan. Fra 1964 var han administrationschef.
Politisk blev han tidligt aktiv i Venstre. Fra 1945 til 1957 var han opstillet til Folketinget for Venstre i Bogensekredsen. Han blev valgt første gang ved valget i 1945 og sad frem til 1953. I 1960 skiftede han valgkreds til Silkeborgkredsen og valgtes her på ny ved valget i 1960. Denne gang sad han til 1964, hvorefter han igen blev indvalgt ved valget i 1966. Han opnåede genvalg i 1968 til sin sidste periode; han udtrådte af Folketinget 21. september 1971.
Fra 1966 var han tillige medlem af Københavns Amtsråd, og fra 1972 til 1974 var han amtsborgmester som første og eneste venstremand i amtets 37-årige historie. Ved valget i 1974 måtte han aflevere posten til Socialdemokratiets Per Kaalund.
Ved siden af sit politiske virke var Viggo Rosenauer Hauch blandt andet formand for bestyrelsen for Magleås Højskole og medlem af Mellemfolkeligt Samvirkes rådgivende komité.
Han er stedt til hvile på Søllerød Kirkegård.